# محمد روشنایی

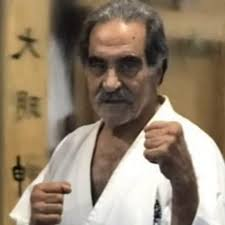
استاد محمد روشنایی

محمد روشنایی، متولد ۱۰ اسفند ۱۳۱۶ در آذربایجان غربی، یکی از پیشگامان هنرهای رزمی در ایران است.

## زندگی
او از دوران نوجوانی ورزش را با جودو، هنرهای رزمی ، وزنه‌برداری و بوکس آغاز کرد. پس از پایان تحصیلات، به ارتش ایران پیوست و به‌طور جدی تحت نظر ژنرال‌های آمریکایی به تمرین هنرهای رزمی پرداخت.
پس از مدتی، محمد روشنایی به تهران رفت و کاراته را زیر نظر استاد وارسته ادامه داد. این مسیر او را با یوسف شیرزاد آشنا کرد و این آشنایی نقطه عطفی در زندگی ورزشی او بود.
یوسف شیرزاد، پس از آشنایی بیشتر با محمد روشنایی، به ژاپن سفر کرد. پس از بازگشت، با توصیف سبک قدرتمند کیوکوشین و شخصیت ارزشمندی به نام سوسای اویاما ، کیوکوشین را به ایشان معرفی کرد. او نیز با اشتیاق در سفر بعدی به همراه استاد شیرزاد به ژاپن رفت.
در سال ۴۷، محمد روشنایی باشگاه آرش را تاسیس کرد و فعالیت خود را در رشته کاراته و در سبک کان‌ ذن ریو آغاز کرد و در سال ۵۵ دوجوی مرکزی کیوکوشین کاراته خراسان را تأسیس کرد.
حاصل تلاش‌های مستمر او و سفرهای متعدد به ژاپن، اخذ دان یک و دان دو از سوسای اویامای فقید بود. همچنین، در سال‌های ۱۹۸۵، ۱۹۸۶ و ۱۹۸۷ به‌طور مستمر در کلاس های سوسای اویاما ، کمپ‌های تابستانه و زمستانه میتسومینه، مسابقات سراسری ژاپن و مسابقات اوپن ۱۹۸۷ شرکت کرد.
در مبارزات صد نفره شوکی ماتسویی، او به همراه استاد شیرزاد و دکتر فروزان، تنها ایرانیان حاضر در هونبو بودند که در ردیف هیات رئیسه سازمان حضور داشتند.
پس از انقلاب اسلامی در سال ۱۳۵۷ ، ایشان در سمت یک درجه دار با تجربه در جنگ های نامنظم که پیش از آغاز رسمی جنگ ایران و عراق بود به عنوان فرمانده و جانشین فرمانده حضور داشت . پس از حضور چندین ماهه در جنگ به مناطق جنگی حساس و خط مقدم نیز اعزام شد که در یکی از عملیات از ناحیه پا و کتف جانباز شد.
امروزه به‌طور مستقیم و غیرمستقیم بیش از ۱۰۰ هزار شاگرد دارد.

## مدارک و افتخارات
- دکترای افتخاری از سوی وزارت ورزش و جوانان کشور به پاس یک عمر توسعه ورزش
- قهرمان مسابقات رزمی ارتش های کشور در سال ۱۳۴۱
- از شاگردان ماسوتاتسو اویاما در ایران
- بنیانگذار کیوکوشین کاراته در خراسان بزرگ
- جانشین فرمانده جنگ های نامنظم در جنگ ۸ ساله ایران و عراق
- جانباز ۳۰درصد در جنگ ایران و عراق
- دان ۹ فدراسیون کاراته ایران
- مدرک داوری ممتاز از سازمان کیوکوشین کای کان IKO
- مدرک مربیگری ممتاز از شیهان رویاما از سازمان IKO
- دان ۶ از سازمان جهانی کیوکوشین کاراته
- دان ۵ از شیهان حسن سلیمان رئیس کیوکوشین کاراته خاورمیانه با حضور داوود فرزین زاد ( نماینده سازمان جهانی کیوکوشین از سوسای اویاما )
- پلاک افتخار مفاخر ورزش کشور از سوی شهرداری مشهد و اداره ورزش و جوانان خراسان در سال ۱۳۹۶